# Reserva de la Biosfera del Nord de Menorca
La Reserva de la Biosfera del Nord de Menorca està situada en el litoral de la tramuntana de Menorca, té una extensió 5.119 hectàrees marines compreses des de la badia de Fornells (límit oriental) fins al cap Gros (límit occidental).
A la reserva s'han definit tres àrees amb diferents nivells de protecció:
- La zona A, entre la Cala Barril i el Pla de Mar, de reserva integral o protecció màxima, on està prohibida qualsevol activitat extractiva i el fondejo sobre les prades de fanerògames marines
- La zona B, que compren tota la part del sud-est de la badia de Fornells fins a la punta de Ses Salines, on solament es pot autoritzar la pesca professional d'arts menors durant l'hivern.
- I la resta de reserva o zona C, on es permet la pesca professional i el busseig esportiu, amb autorització expressa de la Direcció general de Pesca, i la pesca recreativa, subjecta a la regulació general vigent.

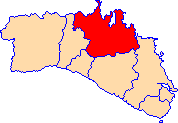
Localització des Mercadal

La totalitat de l'illa de Menorca va ser declarada Reserva de la Biosfera per la UNESCO el 1993. La part emergida confrontant amb l'àrea de Reserva Marina es troba ben conservada i amb una incidència urbanística mínima, exceptuant el Port de Fornells.
En tota la reserva està prohibida la pesca d'arrossegament, la de cèrcol, el palangre i la pesca submarina. Així com la pesca de peixos i invertebrats les poblacions dels quals es troben amenaçades. Entre aquestes espècies cal destacar els Squatina spp., Scyliorhinus stellaris, Mustelus spp., Dasyatis spp., Hippocampus spp., Nerophis spp., Syngnathus spp., i als invertebrats Maja squinado, Charonia rubicunda, Astraea rugosa i Octopus macropus.

## Descripció
La reserva marina del nord de Menorca, creada en juny de 1999. en el marc de la política de gestió pesquera de la Conselleria d'Agricultura i Pesca del Govern dels Illes Balears.. Es caracteritza pel seu bon estat de conservació i per un elevat atractiu paisatgístic i naturalístic, i això és vàlid també per als seus fons, que molt prop de la costa ja superen els 30 m de profunditat, i presenten una gran heterogeneïtat i varietat d'hàbitats. Es poden destacar pel seu interès ecològic l'escull barrera de posidònia de Sa Nitja, les comunitats superficials d'algues del gènere Cystoseira, la gran varietat de comunitats infralitorals i les extenses zones rocoses, amb una bona representació d'espècies bentóniques d'interès conservacionista. Entre aquestes últimes destaquen espècies com el coral vermell Corallium ubrum, els mol·luscs Pinna nobilis i Litophaga litophaga, i els crustacis Palinurus elephas i Scyllarides latus.
D'altra banda, l'àmplia badia de Fornells, de fons predominantment tous, presenta unes característiques ecològiques particulars, amb important presència de comunitats formades per les fanerògames marines Cymodocea nodosa i Zostera nolti, així com d'algues amb sistemes rizoidals de fixació com Caulerpa prolifera, Flabellia petiolata i Halimeda estudiantina. Una part d'aquesta badia va ser greument degradada per les gàbies flotants per l'engreix de peixos que es van instal·lar en les seves aigües a la fi dels anys 80, i la seva inclusió dins de la reserva ha permès la seva regeneració natural.
Quant a les comunitats de peixos, estan presents les típiques espècies del litoral mediterrani. cal destacar, a més, la presència de la llagosta Palinurus elephas en aigües de certa profunditat entre els 25 i 150 m la pesca de la qual té una considerable importància econòmica a Menorca.
Observant la configuració de la costa i un mapa batimétric de la reserva es pot predir que la diversitat d'hàbitats i de comunitats bentóniques serà elevada. Efectivament, la presència de petites badies, cales, penya-segats i una àmplia zona marcada per la isòbata dels 45 m, fan que la reserva presenti un alt quocient entre diversitat d'hàbitats i àrea protegida. Fins avui s'han comptabilitzat 628 espècies bentóniques, la majoria d'elles algues rodofícies, peixos i mol·luscs, i fins a 35 comunitats biològiques diferents.

## Espècies

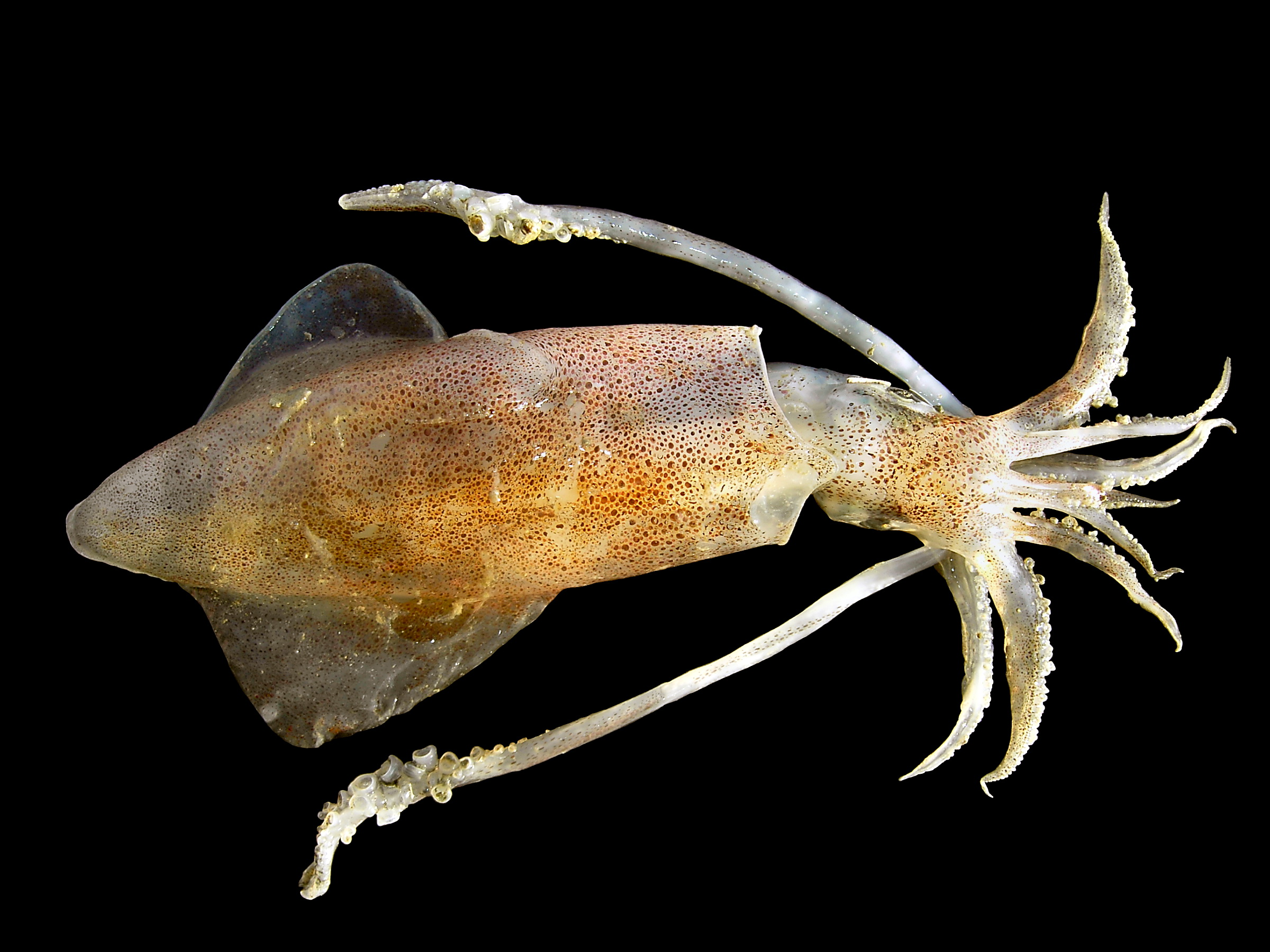
Loligo vulgaris

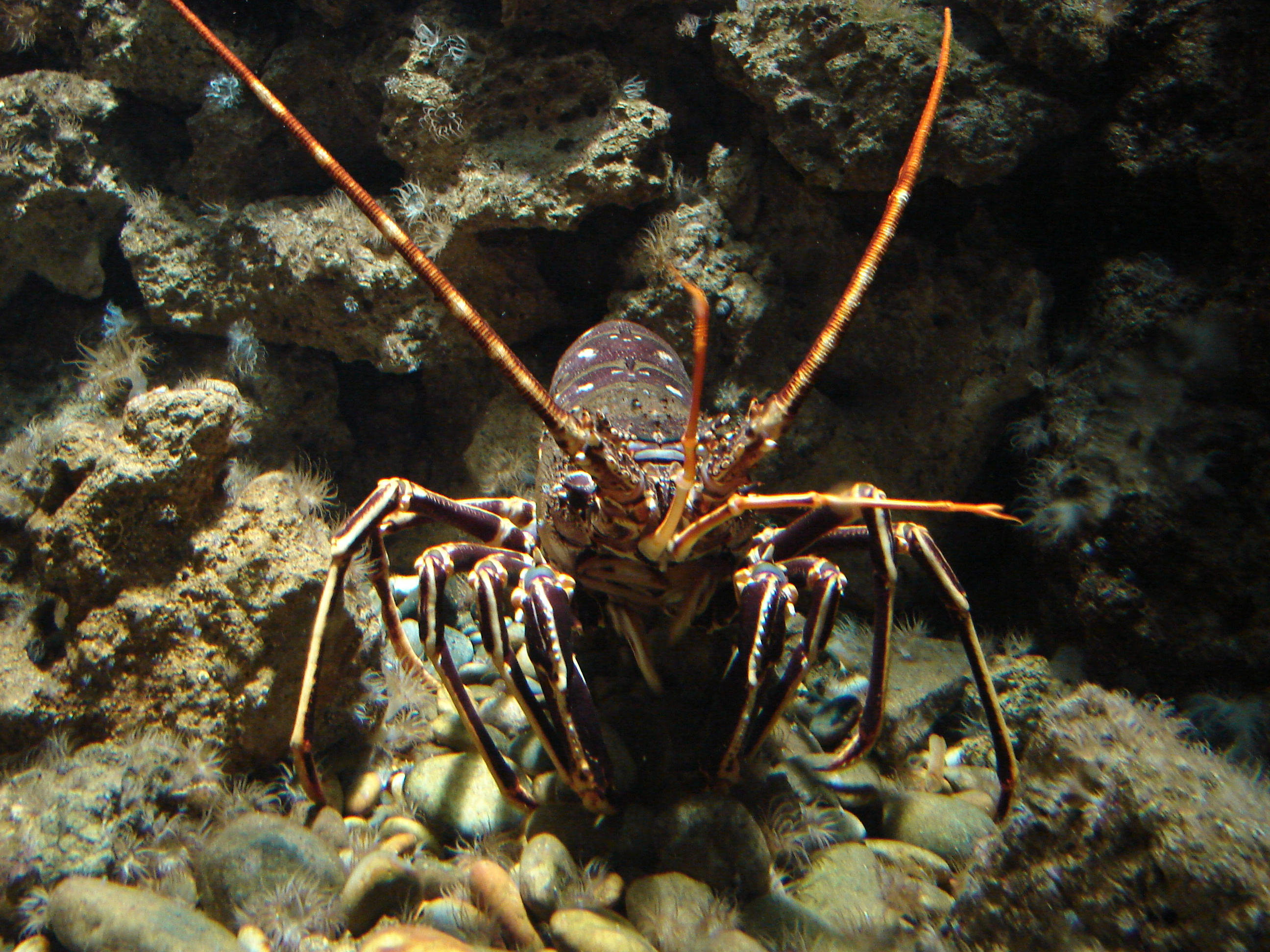
Llagosta

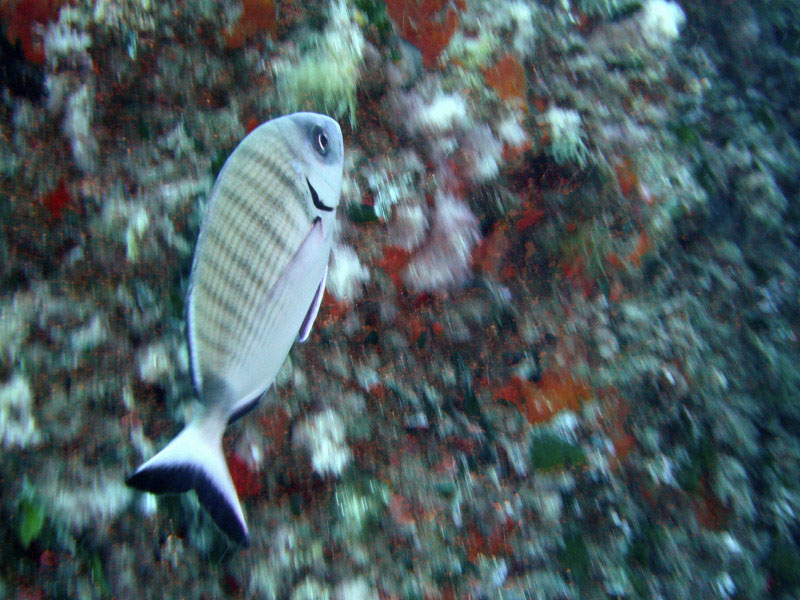
Diplodus sargus

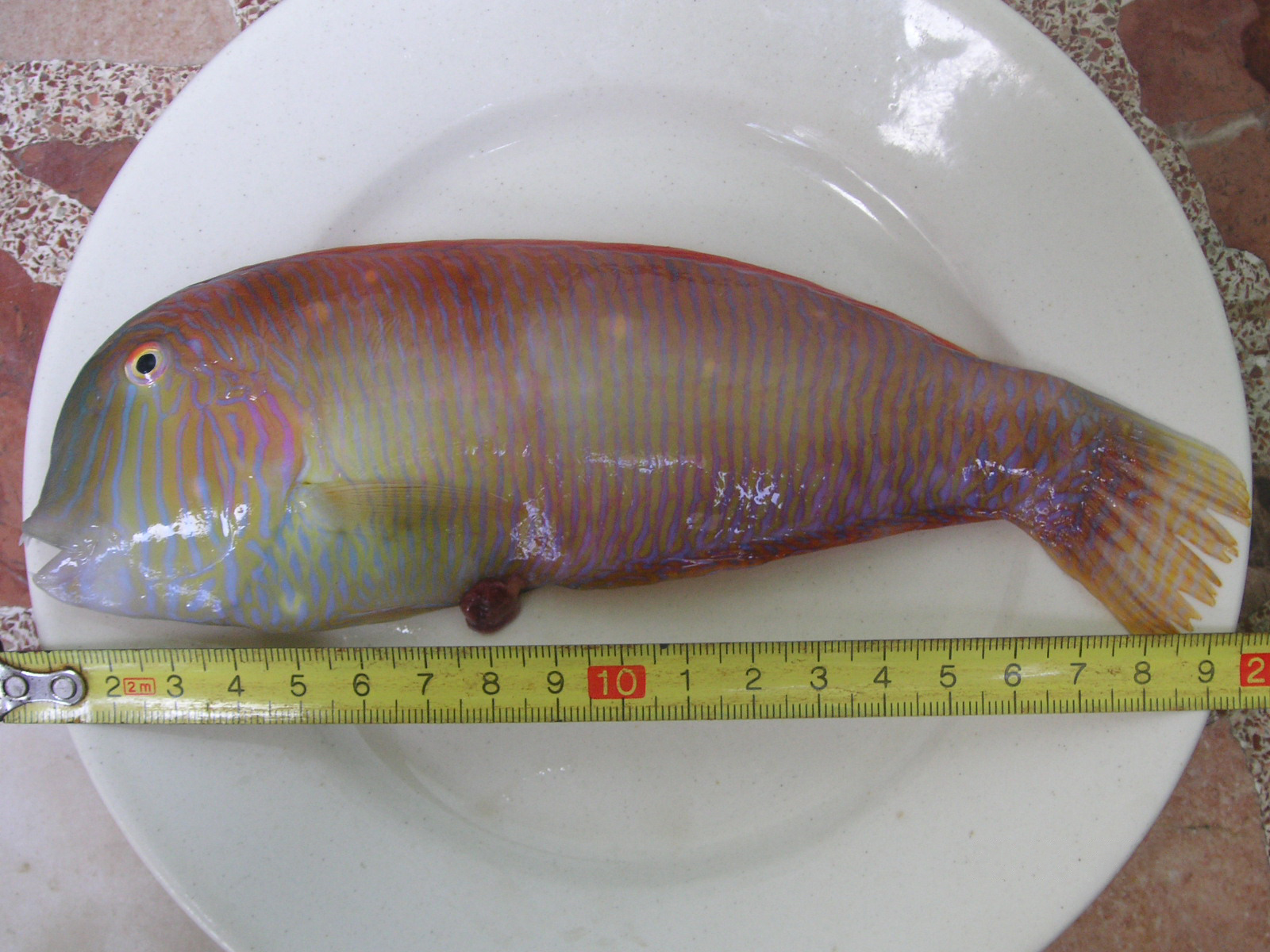
Raor

| Nom Vulgar              | Nom centífic            | Classificació |
| ----------------------- | ----------------------- | ------------- |
| Born Blau               | Rhizostoma pulmo        | Cnidaris      |
| Agulla mula             | Syngnathus typhle       | Peixos        |
| Agulla o Bicuda         | Belone belone gracilis  | Peixos        |
| Agulla                  | Nerophis ophidion       | Peixos        |
| Agullot                 | Syngnathus acus         | Peixos        |
| Alga Verda              | Flabeilla petiolata     | Algues        |
| Gatvaire                | Scyliorhinus stellaris  | Peixos        |
| Angelot                 | Squatina spp.           | Peixos        |
| Cavallet de mar         | Hippocampus hippocampus | Peioxs        |
| Cavallet de mar         | Hippocampus ramulosus   | Peixos        |
| Calamar                 | Loligo vulgaris         | Mol·luscs     |
| Cargolína               | Charonía rubicunda      | Mol·luscs     |
| Cranca                  | Maja squinado           | Crustacis     |
| Escurçana               | Dasyatis pastinaca      | Peixos        |
| Cigala del Mediterrani  | Scyllarides latus       | Crustacis     |
| Con Mediterrani         | Conus mediterraneus     | Mol·luscs     |
| Coral Vermell           | Coralium rubrum         | Cnidaris      |
| Escorball               | Argyrosomus regius      | Peixos        |
| Dàtil de mar            | Lithophaga lithophaga   | Mol·luscs     |
| Esponja vermella        | Crambe crambe           | Esponges      |
| Halimeda                | Halimeda tuna           | Algues        |
| Llagosta                | Palinurus elephas       | Crustacis     |
| Llisa                   | Cheldon labrosus        | Peixos        |
| Llobarro                | Dicentrarchus labrax    | Peixos        |
| Madrèpora medtiterrània | Cladocora caespitosa    | Cnidais       |
| Morena                  | Muraena helena          | Peixos        |
| Musola                  | Mustelus spp.           | Peixos        |
| Nacre                   | Pinna nobilis           | Mol·luscs     |
| Orella de llebre        | Caulerpa prolifera      | Algues        |
| Raor                    | Xyrichthys novacula     | Peixos        |
| Baldufa rugosa          | Astraea rugosa          | Mol·luscs     |
| Peix Martell            | Sphyrna zygaena         | Peixos        |
| Posidònia               | Posidonia oceanica      | Fanerògames   |
| Pop                     | Octoups marcopus        | Mol·luscs     |
| Escòrpora fòsca         | Scorpaena porcus        | Peixos        |
| Sarg                    | Diplodus sargus         | Peixos        |
| Seda de mar             | Zostera noltii          | Fanerògames   |
| Tintorera / Tauró blau  | Prionace galuca         | Peixos        |
| Tremolosa               | Torpedo topredo         | Peixos        |

## Mitjans
La Conselleria d'Agricultura i Pesca de les Illes Balears és l'organisme que gestiona la reserva marina mitjançant un servei de vigilància, una comissió de seguiment composta pels diferents col·lectius afectats (ajuntaments, confraries de pescadors, pescadors d'esbarjo, pescadors submarinistes, entitats conservacionistes, etc.), i un seguiment científic-pesquer finançat amb els fons europeus estructurals d'ajudes a la pesca (IFOP).
El servei de vigilància disposa de tres guardes que patrullen les aigües de la reserva amb una embarcació ràpida equipada per a tal efecte (radar, sistemes per a visió nocturna, sonda, GPS, equips de seguretat, etc.). De la mateixa manera que a la resta de reserves de la comunitat autònoma la feina d'aquest servei consisteix en el registre d'informació diària de les activitats que es desenvolupen dins de la zona, en la informació al públic sobre els objectius i regulació de la reserva, a vigilar el compliment de la normativa, en la coordinació de tasques amb els inspectors pesquers del Consell Insular de Menorca i amb la Guàrdia Civil, en el control de la veracitat de les dades del quadern de seguiment pesquer de les barques professionals, i en l'elaboració d'una base de dades que conté tota aquesta informació i que és remesa periòdicament a la Direcció general de Pesca.
Així mateix, el cos de vigilància participa en el manteniment de la infraestructura de la reserva (balises de senyalització, panells informatius, embarcacions i equipaments, etc.) i en un contacte permanent amb les confraries de pescadors i amb els membres de la comissió de seguiment de la reserva.
D'altra banda, s'han editat tríptics i pòsters divulgatius que expliquen la normativa de la reserva i la importància de la conservació de les seves diferents comunitats i espècies marines.